# Acacia masliniana
Acacia masliniana é uma espécie de leguminosa do gênero Acacia, pertencente à família Fabaceae.